# Wańtuchy
Wańtuchy – wieś w Polsce położona w województwie mazowieckim, w powiecie sokołowskim, w gminie Bielany. Ma status sołectwa. 
| SIMC    | Nazwa     | Rodzaj    |
| ------- | --------- | --------- |
| 0668531 | Wawrzenty | część wsi |

W latach 1975–1998 miejscowość administracyjnie należała do województwa siedleckiego.
Wierni kościoła rzymskokatolickiego należą do parafii Trójcy Przenajświętszej w Rozbitym Kamieniu.